# Nissan Urvan
La Nissan Urvan es una furgoneta de carga que también se usa para transporte público, fabricada por la empresa de automóviles japonesa Nissan. La Urvan debutó en 1950 como una versión de lujo y se escindió en su propia línea en 1980, fabricándose continuamente desde entonces. La mayoría de las Urvan anteriores a 2004 se construyeron en Oppama, Japón, hasta que el actual modelo de Oriente se comenzó a construir en Tokio, Japón. Es la furgoneta más usada en el transporte público y turístico de baja capacidad no sólo en México, sino en el mundo. El motor puede ser de gasolina o diésel y, dependiendo de la versión, puede ser un QR25 en su versión gasolina o un ZD30 en su versión diésel, ambas con 4 cilindros. Mecánicamente es una camioneta confiable, teniendo como único inconveniente la posición del motor (debajo de los asientos), lo cual la hace relativamente difícil de revisar debido a la serie de pasos que se necesita para acceder directamente al motor. En su versión a gasolina, la velocidad máxima es de 196 km/h, motor qr25, mientras tanto en su versión diésel su máxima velocidad es de 175 km/h, motor zd30 aspirado.

## Versiones
Existen en el mercado diferentes versiones, desde la de 12 hasta la de 15 plazas, ambas con ventanas laterales, aunque también existe la versión de carga que es igual en características pero carece de ventanillas en los costados y también es un poco diferente al Nissan Motors, que no es de carga.

## Generaciones de modelos

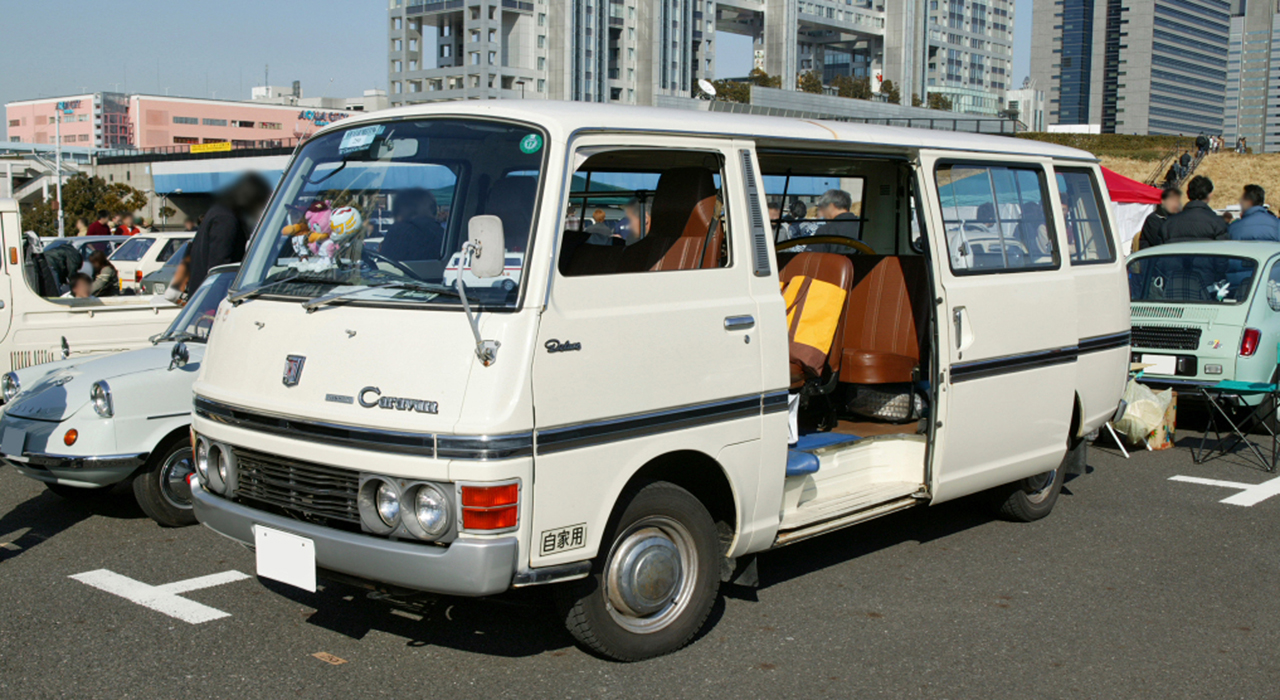
Primera Generación (1973-1980)
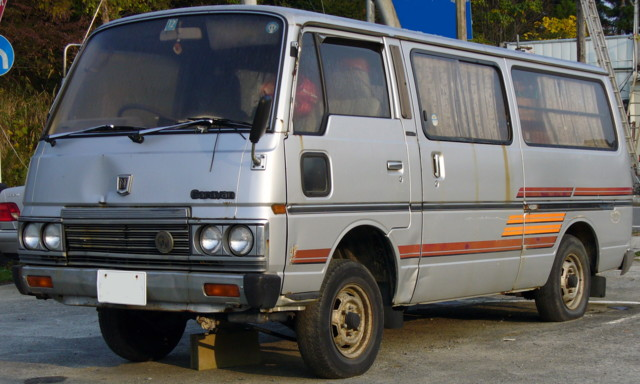
Segunda Generación (1981-1986)
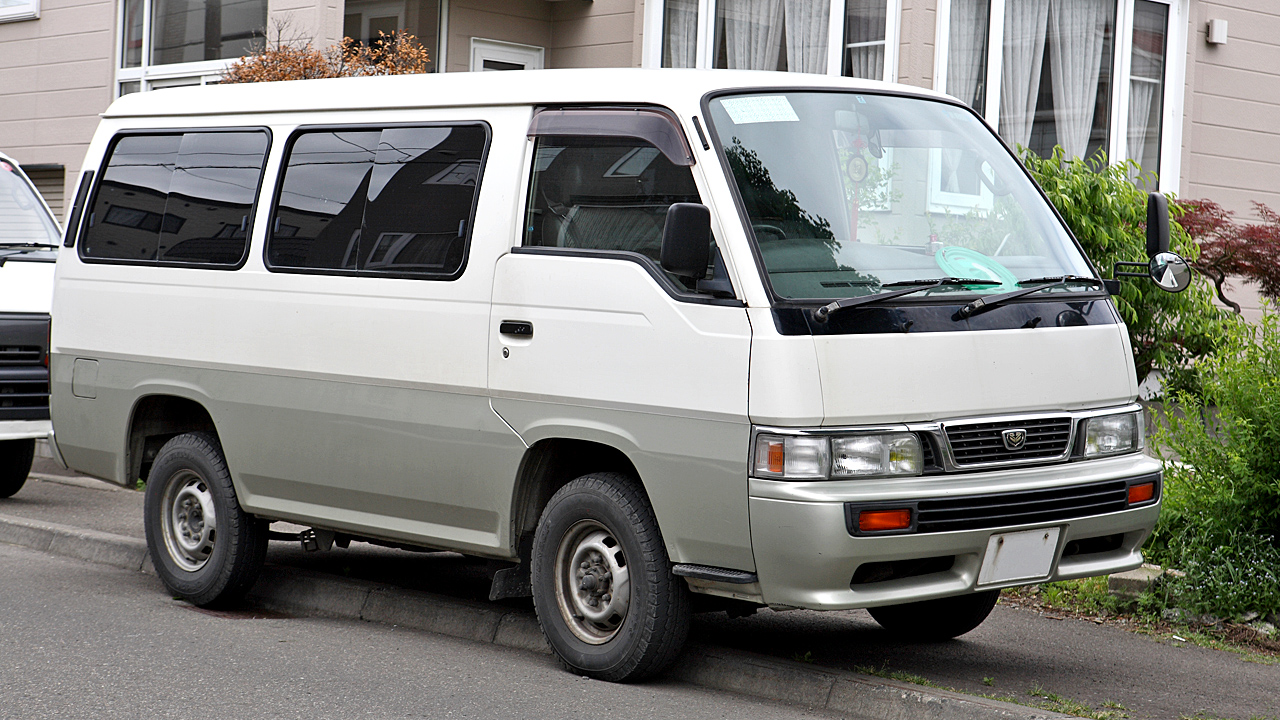
Tercera Generación (1987-2000)
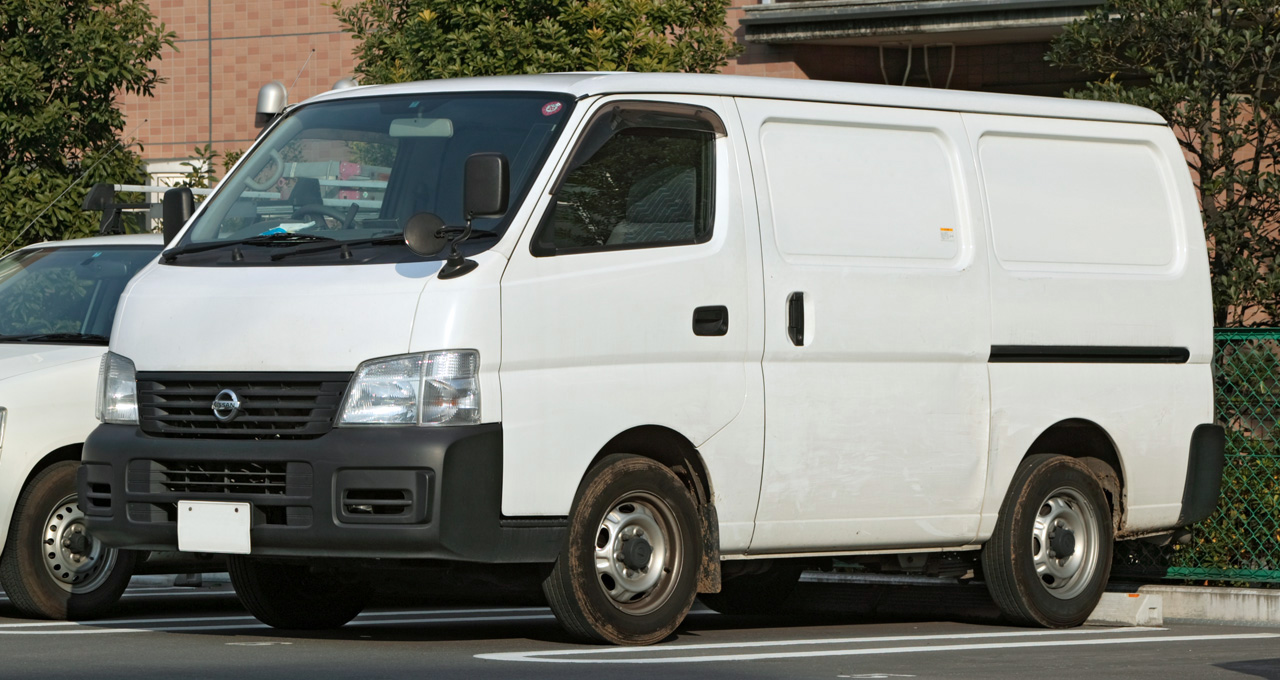
Cuarta Generación (2001-2013)
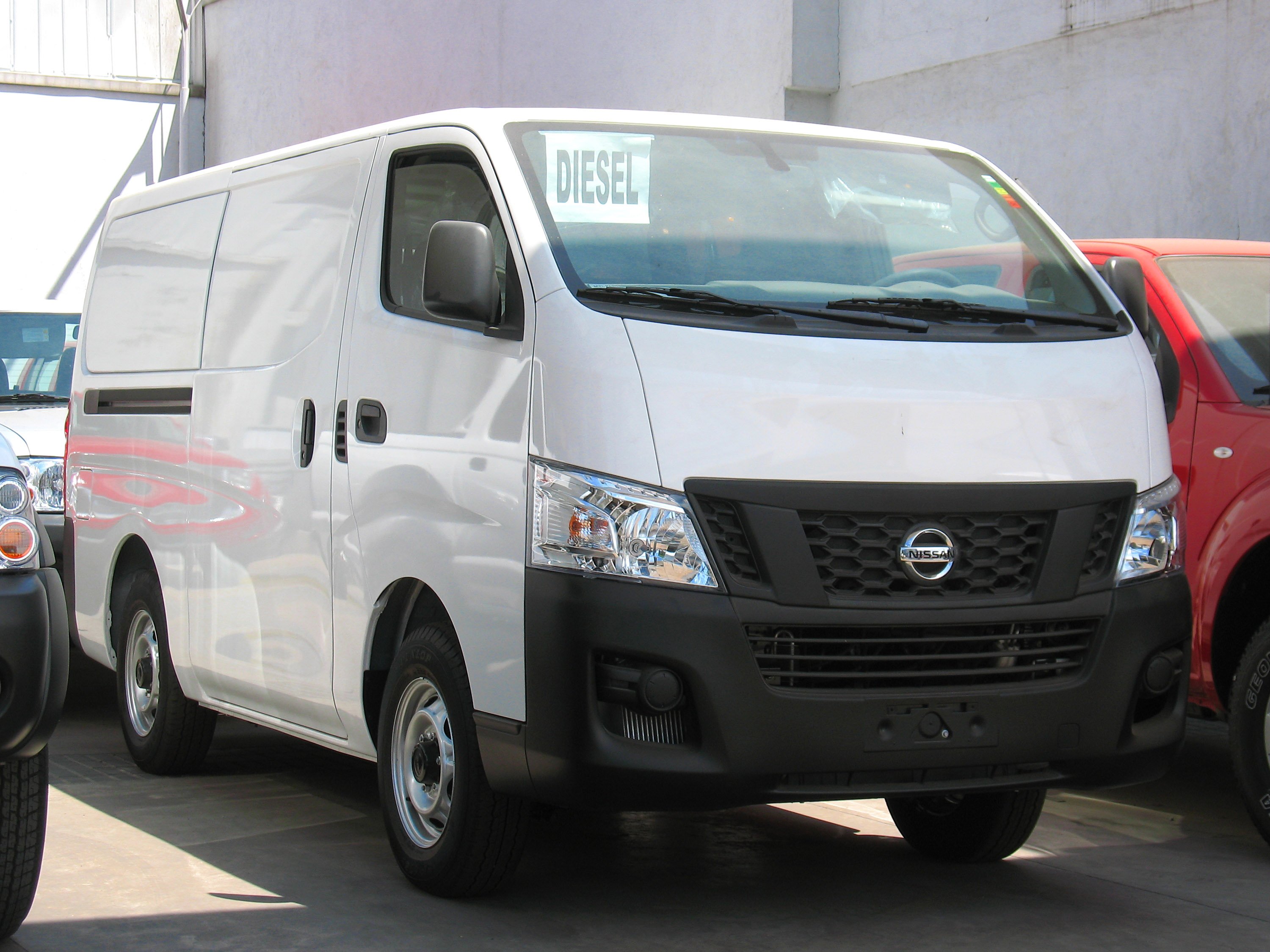
Quinta Generación (2014-presente)

## Uso como taxi
Es muy utilizado en el transporte colectivo de México, algunas ciudades son Ciudad de México, Tepic Tijuana y Tuxtla Gutierrez

### Sudáfrica
Es utilizado en varias ciudades del país, tales como Durban, Pretoria o Polokwane.